# Bohumil Bydžovský

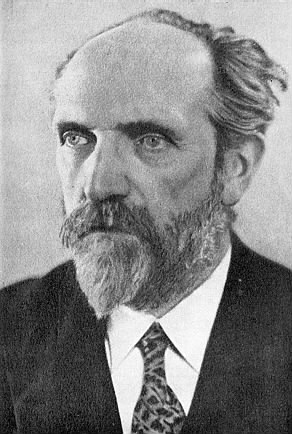
Bohumil Bydžovský

Bohumil Bydžovský (* 14. März 1880 in Duchcov; † 6. Mai 1969 in Jindřichův Hradec) war ein tschechischer Mathematiker. Er befasste sich vor allem mit algebraischer Geometrie und Algebra.
Bydzovsky machte 1898 am Akademischen Gymnasium in Prag sein Abitur und studierte dann Mathematik und Physik an der Karls-Universität Prag, wo Eduard Weyr sein Lehrer war. Unter seinem Einfluss wandte er sich der Geometrie zu und wurde 1903 promoviert. Danach war er Lehrer, unter anderem 1907 bis 1910 an der Realschule Prag-Karlin (mit Professorentitel). 1909 habilitierte er sich und hielt Vorlesungen am Polytechnikum in Prag und habilitierte 1911 auch als Ingenieur. 1917 wurde er Titularprofessor an der Universität Prag, an der er 1920 eine volle Professur erhielt. 1930/31 war er Dekan der Naturwissenschaftlichen Fakultät, die sich zuvor von der Philosophischen Fakultät abspaltete. 1946 wurde er Rektor der Universität. 1949 wurde er Vorsitzender des Tschechoslowakischen Forschungsrats.
Er schrieb Hochschul-Lehrbücher der analytischen Geometrie und Linearen Algebra (Matrizen, Determinanten) und Schulbücher für Arithmetik. Bydzovsky befasste sich mit unendlichen Gruppen, Theorie der Matrizen und Determinanten und geometrischen Konfigurationen. Außerdem befasste er sich mit Geschichte der Geometrie und Mathematikpädagogik an den Schulen.
1919 wurde er korrespondierendes und 1929 volles Mitglied der Tschechischen Akademie der Wissenschaften und Künste und 1952 eines der ersten vollen Mitglieder der Tschechoslowakischen Akademie der Wissenschaften. Der Asteroid des äußeren Hauptgürtels (2661) Bydžovský ist nach ihm benannt.